# Prieuré de Boxgrove
Le prieuré de Boxgrove est un prieuré en ruine situé dans le village de Boxgrove dans le Sussex, en Angleterre. Il a été fondé au XIIe siècle.

## Histoire

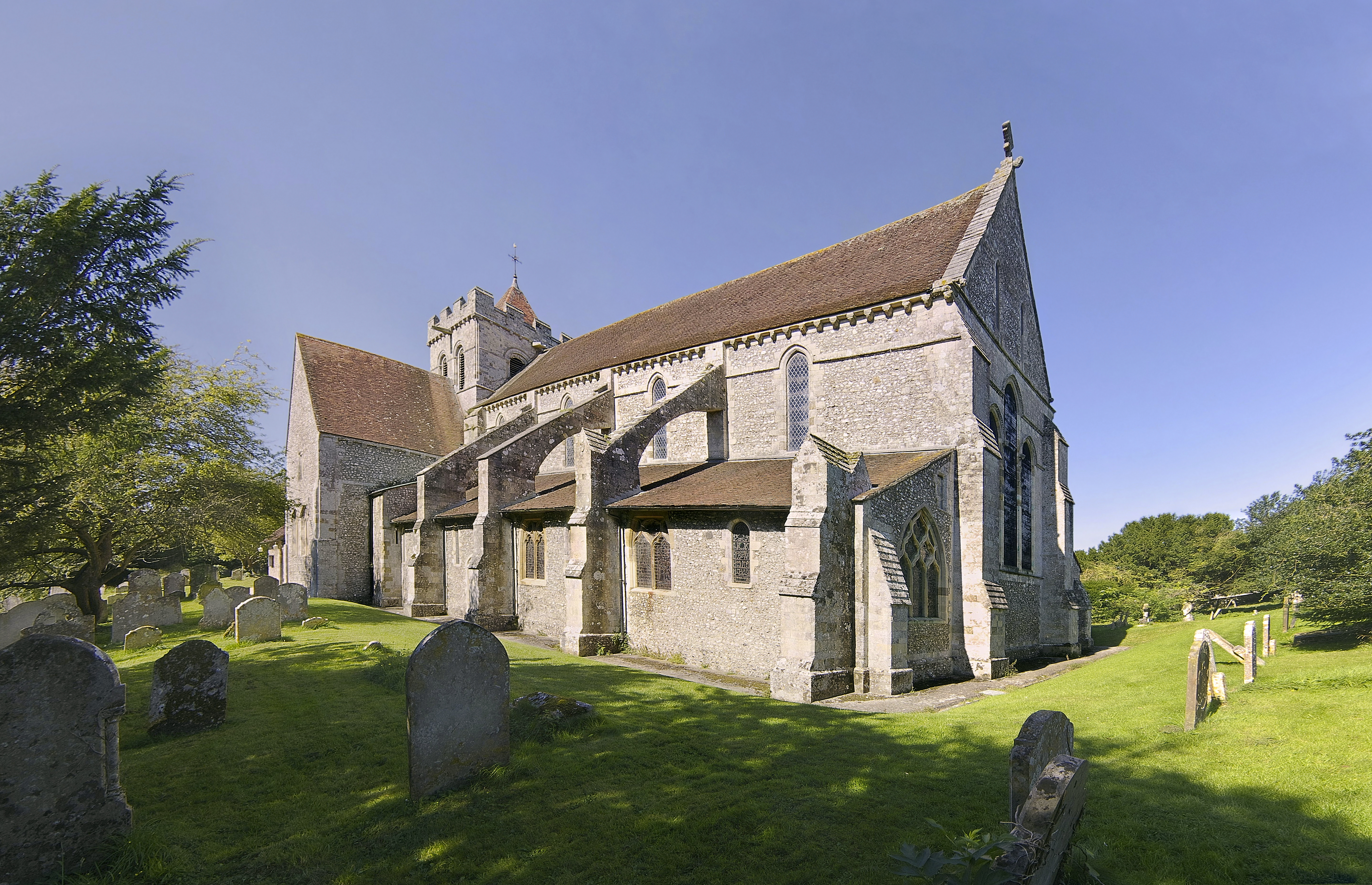
Église du prieuré de Boxgrove

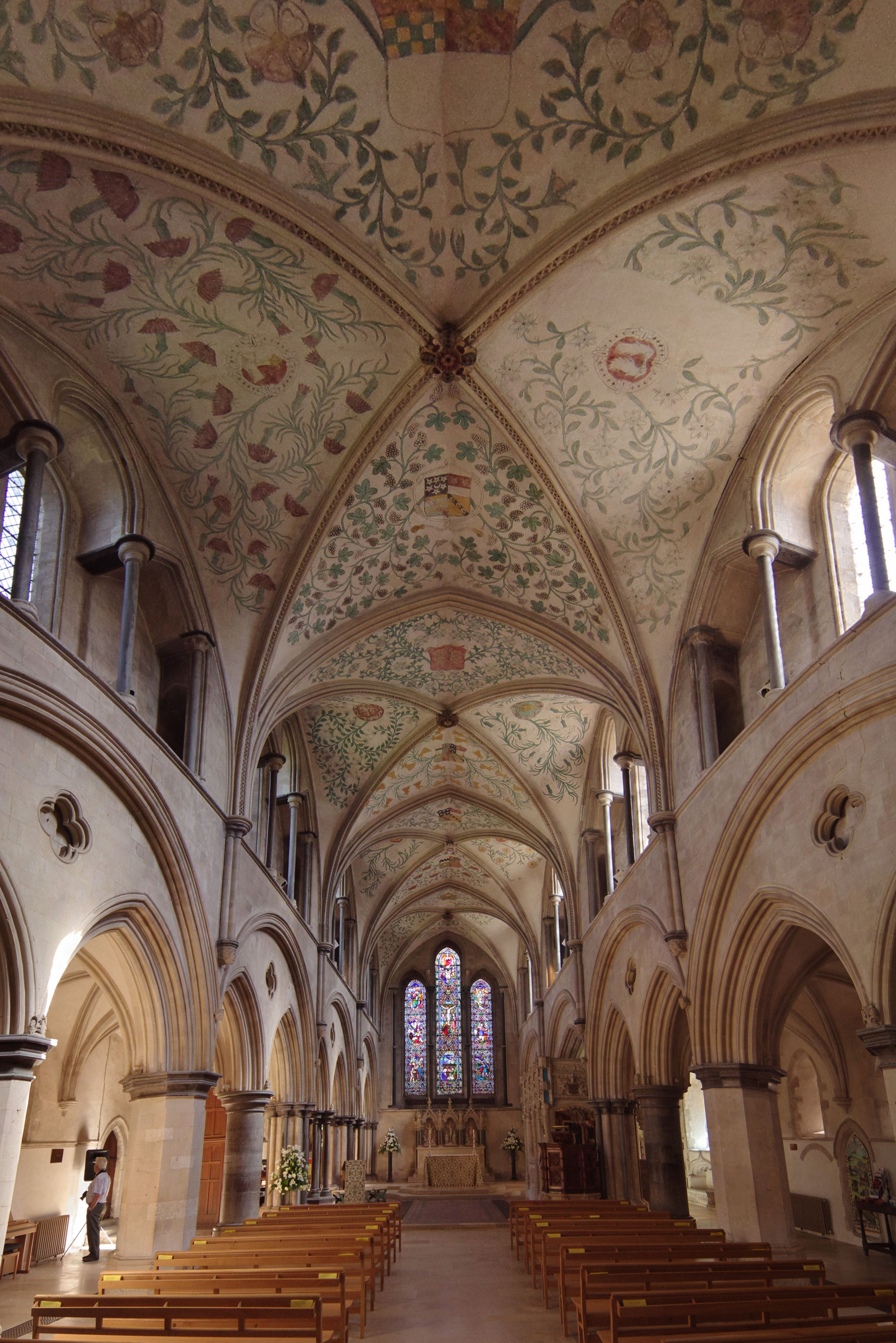
La nef

Le Prieuré est fondé sous le règne d'Henri Ier, vers 1123 par Robert de Haia (ou de la Haye), seigneur d'Halnacre par donation du roi. Une église saxonne existait sur le site avant la Conquête. Le Prieuré est fondé pour trois moines bénédictins et est une dépendance de l'abbaye de Lessay en Normandie,,.
Vers 1126, lors du mariage de Cecily, la fille de Robert, avec Roger St John, le nombre de moines vivant à Boxgrove passe de trois à six. Robert meurt en 1165. En 1187, il y a 15 moines. Un 19e moine est ajouté au prieuré vers 1230 par William de Kainesham, chanoine de Chichester.
En 1535, les possessions du prieuré valent 185 £ 19s. 8j. brut et 145 £ 10s. 2½d net.
Le Prieuré est dissous en 1536. Au moment de la dissolution, huit prêtres et un novice, ainsi que vingt-huit domestiques et huit enfants vivent dans le prieuré. Après la dissolution, l'église du Prieuré devient l'église paroissiale.
L'église du Prieuré est toujours utilisée comme église Sainte-Marie et Saint-Blaise. Le pilote de la bataille d'Angleterre, Billy Fiske, est enterré dans le cimetière.
Les ruines sont un bâtiment classé Grade I.